# Friedrich Wöhler
Friedrich Wöhler (1800-1882) là nhà hóa học người Đức. Ông là một trong những người đi tiên phong trong việc thay đổi quan niệm của người đương thời về hóa học hữu cơ. Năm 1828, ông đã tiến hành thí nghiệm tổng hợp urea (chất có trong nước tiểu). Trong thí nghiệm này, ông đã đun nóng amoni xianat trong bình thủy tinh. Thí nghiệm này không cần cái gọi là "lực sống" (lực mà người ta cho rằng chỉ xuất hiện ở các cơ thể sống để tạo ra các hợp chất hữu cơ). Chính vì vậy, đúng như ông nói, thí nghiệm này "không cần đến con mèo, con chó hay con lạc đà nào cả". Đây là thí nghiệm mang tính bước ngoặt, mở ra một tư tưởng mới cho hóa học hữu cơ nói riêng và hóa học nói chung, tạo một bước phát triển trong lịch sử hóa học. Và nhờ có thí nghiệm này, rất nhiều nhà hóa học tiếp bước Wöhler tiến hành tổng hợp các chất hữu cơ, trong số đó có không ít chất có ích cho con người như màu nhuộm, aspirin,...